# Kossava
Kossava (en biélorusse : Косава) ou Kossovo (en russe : Коссово ; en polonais : Kossów Polieski) est une petite ville de la voblast de Brest, en Biélorussie. Sa population s'élevait à 1 810 habitants en 2019.

## Géographie
Kossava se trouve à 122 km au nord-est de Brest, dans le raïon d'Ivatsevitchy, au nord de la voblast, et à 205 km au sud-ouest de Minsk.

## Histoire
L'endroit est peuplé depuis au moins les Xe – XIIe siècles. Les premiers documents écrits la mentionnant datent de 1494, lorsque le grand-duc de Lituanie, Alexandre Ier Jagellon, en fait don au maréchal de la cour (marchałok) I. Khreptovitch (Chreptowicz en polonais). La ville appartient ensuite aux familles polonaises Sanguszki, Sapieha, Fleming, Czartoryski. La ville se nommait en polonais Kossów Polieski. Lorsqu'elle entra dans l'Empire russe à la fin du XVIIIe siècle son nom fut traduit en Kossovo. Elle appartenait dans la première moitié du XIXe siècle aux comtes Pusłowski.
Le château et son parc de 40 ha ont souffert des combats de 1942 dans la région, mais sont en cours de restauration en 2013 en ce qui concerne le bâti. Il est accessible au public.

## Population
Recensements (*) ou estimations de la population :
| 1833 | 1860 | 1867  | 1878  | 1897* |
| ---- | ---- | ----- | ----- | ----- |
| 741  | 538  | 1 276 | 2 030 | 4 143 |

| 1905  | 1921* | 1938  | 1959* | 1970* |
| ----- | ----- | ----- | ----- | ----- |
| 5 067 | 2 433 | 3 708 | 2 552 | 2 339 |

| 1979* | 1989* | 2009* | 2013  | 2014  |
| ----- | ----- | ----- | ----- | ----- |
| 2 330 | 2 673 | 2 029 | 1 970 | 1 927 |

| 2015  | 2016  | 2017  | 2018  | 2019  |
| ----- | ----- | ----- | ----- | ----- |
| 1 905 | 1 850 | 1 844 | 1 832 | 1 810 |

## Patrimoine
- Château de Kossava ayant appartenu à la famille des Puslowski, construit en style néogothique en 1838, avec une immense façade de 120 m, en restauration pour l'extérieur en 2013. Longtemps resté en ruine (depuis 1942).
- Église gréco-catholique du XVIIIe siècle.
- Église de la Trinité (1877-1878), en style néo-roman, à l'emplacement de l'ancienne église où fut baptisé Tadeusz Kościuszko, le 12 février 1746. Sa famille possédait un petit manoir à deux kilomètres.

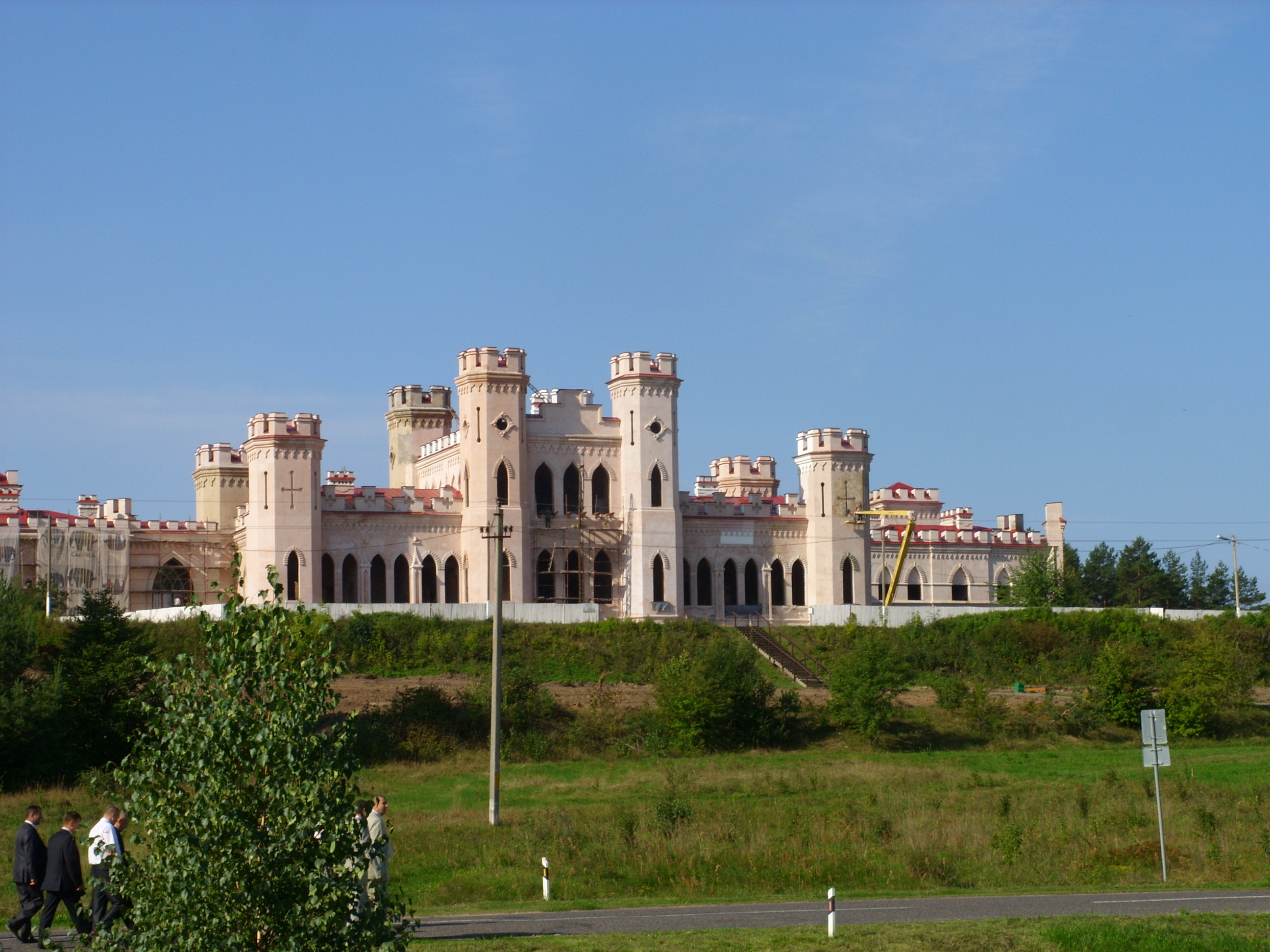
Château de Kossava.
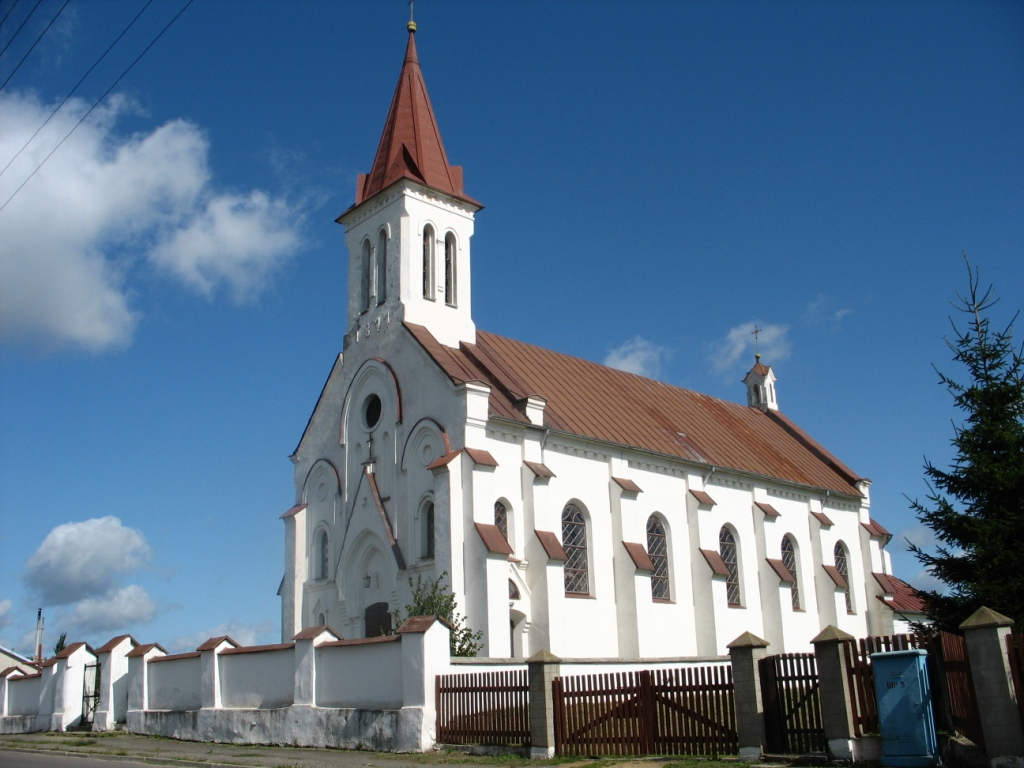
Église de la Sainte-Trinité.
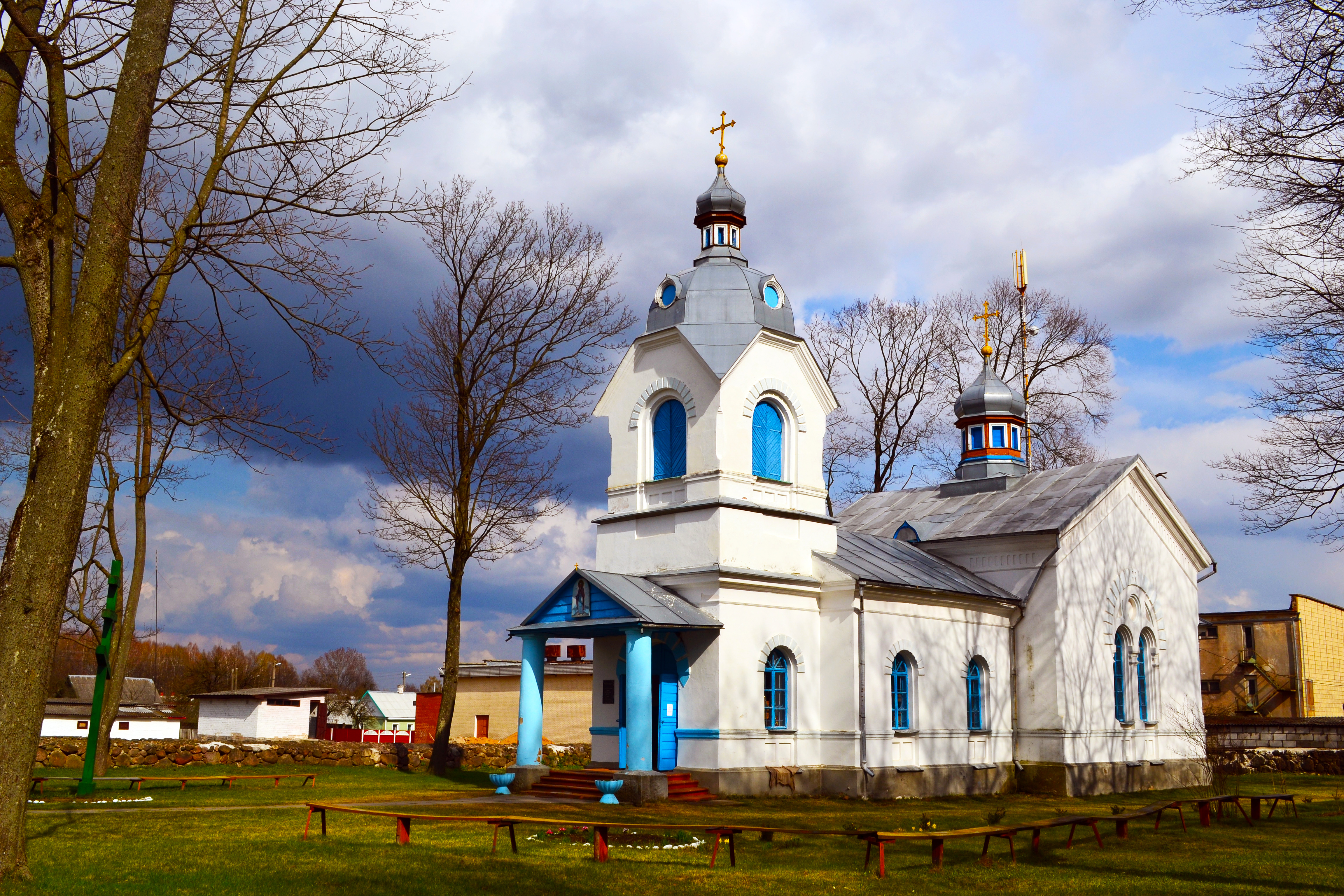
Église Saint-Antoine.